# Enea Montanari
Enea Montanari (Masone, 6 agosto 1959) è un ex ciclista su strada italiano, professionista nel solo 1982, anno in cui comunque riuscì a termine il Giro d'Italia.

## Palmarès
- 1981 (dilettanti)

3ª tappa, 2ª semitappa Ronde van West-Henegouwen (Saint-Ghislain > Bailleul)

## Piazzamenti

### Grandi Giri
- Giro d'Italia

1982: 110º